# 中铁北京工程局
中铁北京工程局集团有限公司，前稱中国中铁航空港建设集团有限公司、中国航空港建设总公司等，是中國一家建築工程公司。公司注册地位于北京，隶属于中国铁路工程集团的上市公司中國中鐵。业务性质为铁路、公路、市政。

## 歷史
1953年，解放軍空军直属工程总队被建立起來（一說1960年建軍，名為空军直属工程兵部队）。1987年，解放軍空军工程建设总局也被建立起來。上述這兩個單位被認為是中国航空港建设总公司的前身。
1988年4月2日，由軍轉工，改名中国航空港建设总公司。
1999年，全国军队武警部队和政法机关企业交接工作办公室決定，中国航空港建设总公司正式脫離中国人民解放军，改属三九企业集团（三九集团）。2003年，隨著国务院国有资产监督管理委员会（国务院国资委）成立，中国航空港建设总公司的上級機構三九集团歸由国务院国资委管理。
2007年华润集團吸收三九集团，但將中国航空港建设总公司轉出集團。
2009年，國務院國資委將中国航空港建设总公司无偿划转上市公司中国中铁，成為央企中國鐵路工程總公司的二級子公司。中国中铁亦將三家二級子公司：中铁一局集團第一工程有限公司、三局集團第一工程有限公司、中铁建工集團北京有限公注入中国航空港建设总公司。
及後，公司改名中国航空港建设有限公司、中国中铁航空港建设集团有限公司、2017年再改名中铁北京工程局集团有限公司。

### 醜聞
2007年8月，中国航空港建设总公司副总经理杨某，向時任政府官員杨汉中行賄，以中標工程。2013年，杨汉中被判多項受贿罪和滥用职权罪成立，被判死缓。
2008年，中国航空港建设总公司副总经理陈同洲索贿。2012年被判有期徒刑11年。

## 參建工程
- 重庆江北国际机场四期扩建工程[3]

## 註腳
1. ↑  办公室本身於1998年成立，詳見報導[6]；交接文件名為《国交接办[1999]18号》[5]，但並未在中國政府網站群(重新)公佈。